# بين ولف
بين ولف (بالإنجليزية: Ben Wolfe)‏ هو عازف جاز أمريكي، ولد في 3 أغسطس 1962 في بالتيمور في الولايات المتحدة.

## وصلات خارجية
- بين ولف على موقع ميوزك برينز (الإنجليزية)
- بين ولف على موقع ديسكوغز (الإنجليزية)